# Régiment de Berry (1684-1762)
Pour les articles homonymes, voir régiment de Berry.
Le régiment de Berry est un régiment d’infanterie du royaume de France créé en 1684 et incorporé dans le régiment d'Aquitaine  
le 10 décembre 1762.

## Création et différentes dénominations
- 2 septembre 1684 : création du régiment de Berry, au nom de cette province[1]
- 10 février 1749 : renforcé par incorporation du régiment d’Agénois[2], à l’exception des grenadiers
- 10 décembre 1762 : incorporé dans le régiment d'Aquitaine[3]

## Colonels et mestres de camp
- 2 septembre 1684 : Louis Vincent de Budes, marquis de Goësbriand[1],[Note 1]
- 17 février 1704 : Auguste Nicolas Magon, comte de La Gervaisais[1],[Note 2]
- 26 juillet 1712 : N. Magon de La Gervaisais, comte de La Giclaye[1],[Note 3]
- 1735 : marquis de Molac-Carcado[1],[Note 4]
- 6 mars 1743 : Louis de Biran, comte de Goas[1],[Note 5]
- 17 février 1746 : Gaspard, marquis de Contades[4],[Note 6]
- février 1759 : marquis d’Hugues[3]

## Historique des garnisons, combats et batailles du régiment

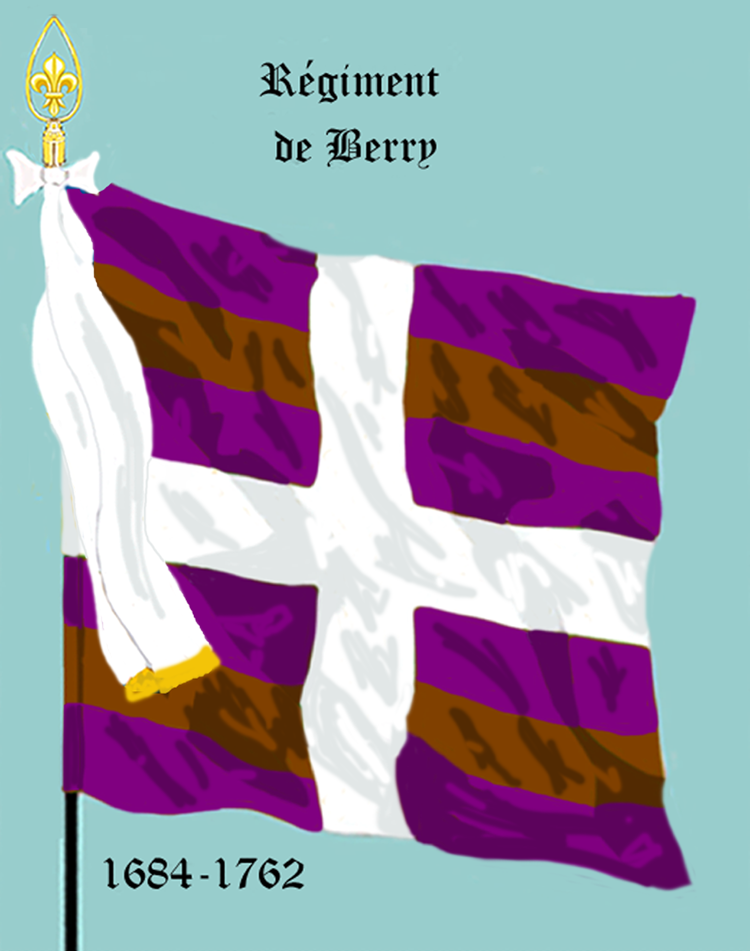
de 1684 à 1762[Note 7],[3],[5],

Le « régiment de Berry » est formé le 2 septembre 1684 avec  des  compagnies  de garnison. Il est formé d'un bataillon de 510 hommes et 40 officiers. Le régiment participe à de nombreuses campagnes entre le Palatinat et l'Italie de 1688 à 1706.
- 1688-1689 : Palatinat
- 1690-1691 : défense des côtes
- 1692 : Alpes
- 1693 : défense de Pignerol, La Marsaglia
- 1694 : garnison de Suze
- 1696 : Meuse

En 1697, le régiment de Berry porte un habit blanc à parements rouges, boutons de cuivre, doubles poches en long et portant un chapeau bordé d'or et combat en Flandre.
- 1702-1704 : occupation du royaume de Naples. Le colonel est grièvement blessé à Castelnuovo de Bormida
- 1705 : Italie ; Cassano (16 août)
- 1706 : Turin

Le régiment passe trois années en garnison dans le Dauphiné (1707-1710) puis retourne sur le Rhin en 1711. Dès lors, il participe aux campagnes en Allemagne et se retrouve dans divers combats et batailles : 
- 1713 : Landau, Fribourg

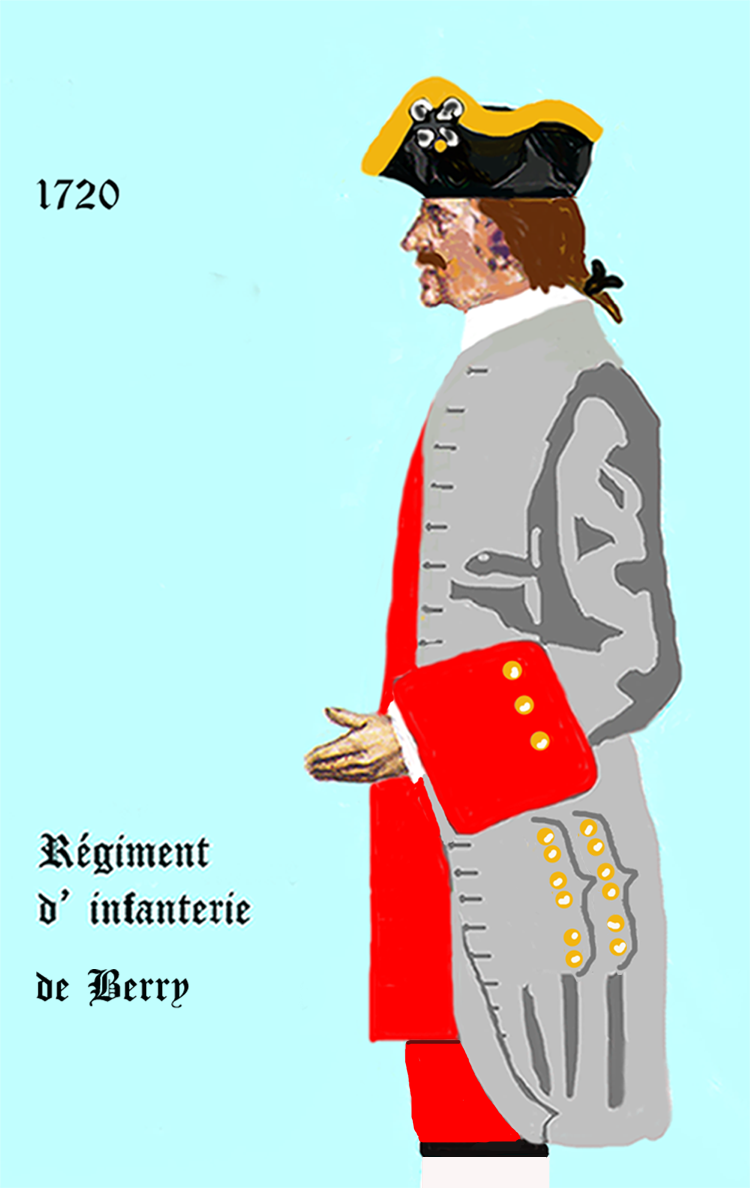
de 1720 à 1734
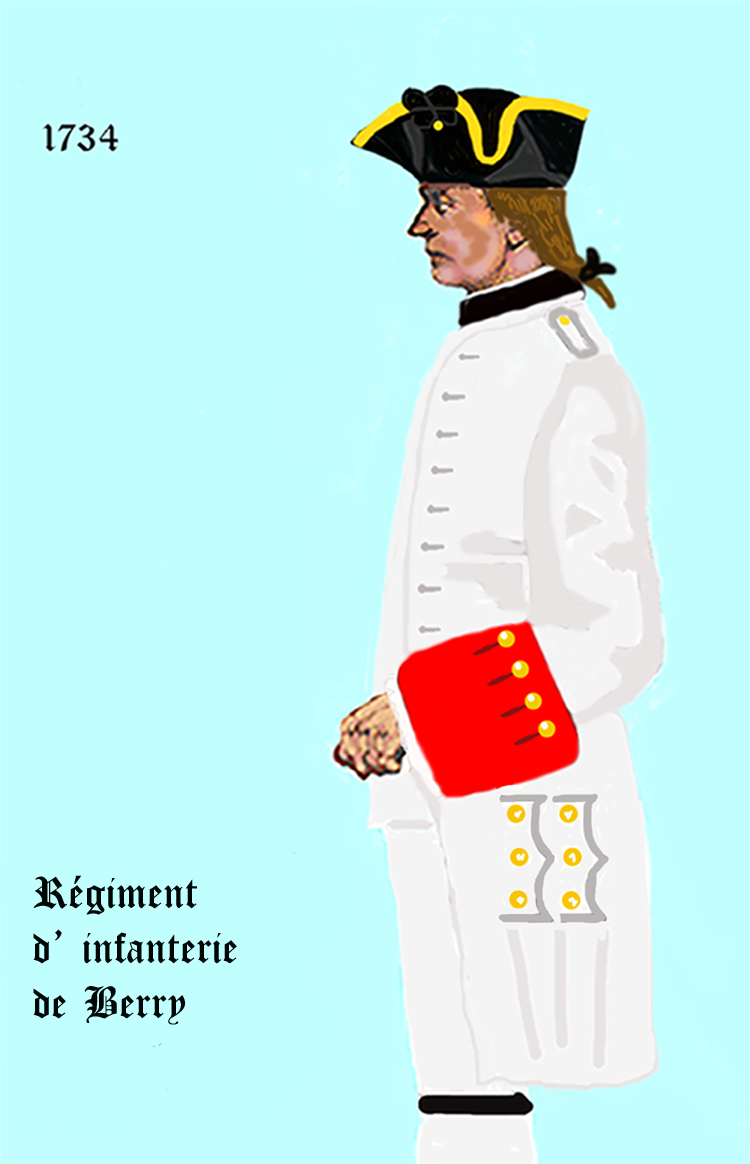
de 1734 à 1757

- 1733 : Rhin, Kehl (13 octobre - 29 octobre)
- 1734 : Philippsbourg (2 juin - 18 juillet)
- 1741 : Bohême
- 1742 : Sahay (24 mai), défense de Prague, où le colonel est tué
- 1744-1746 : garnison de Thionville. Rhin
- 1745 : le régiment est à la bataille de Fontenoy
- 1747 : Flandre hollandaise, Lawfeld.
- 1748 : Maëstrich
- 1755 : camp de Sarrelouis

Au début de la guerre de Sept Ans, en 1756, les compagnies du régiment de Berry sont stationnées en Bretagne, à Châteaulin, Le Faou, Crozon et Camaret. Le régiment avait donc ce détachement en Bretagne sur les côtes mais aussi un autre aux Indes et envoie un détachement au Canada.

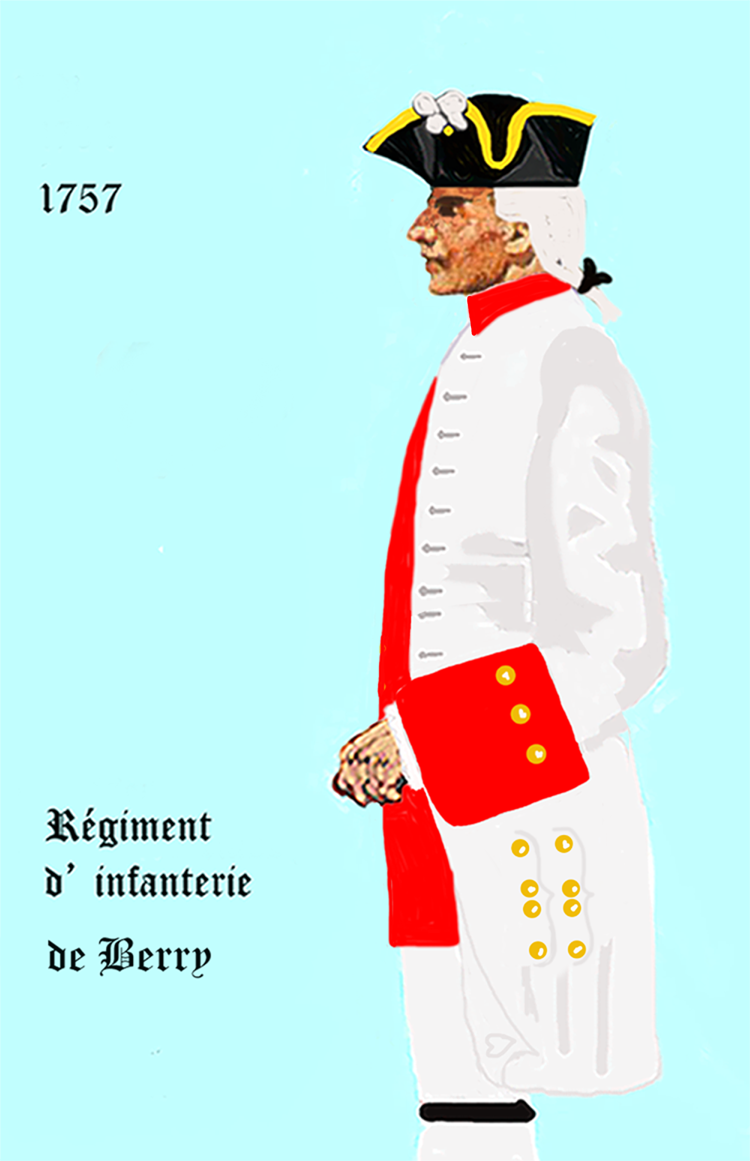
de 1757 à 1762

En 1757, les premier et deuxième bataillons du régiment de Berry sont envoyés en Nouvelle-France,. Ce détachement est placé sous le commandement de Jean-Baptiste de Trivio,. Pendant la traversée de l'Atlantique, de nombreux hommes tombent malades, comme le décrit Auguste-Louis de Rossel dans son journal.Les 1er et 2e bataillons débarquent à Québec les respectivement les 11 avril et 24 juillet 1757 et le régiment subit ensuite des centaines de décès.
En 1758, le régiment est envoyé à Fort Carillon et contribue à la victoire. Fin août, les effectifs du régiment, qui étaient de 908 soldats, sont réduits à 723 en raison des pertes. Le régiment est en poste au Fort Carillon au moment de la bataille des Plaines près de Québec et ne participe donc pas à celle-ci. Il participe à la bataille de Sainte-Foy en 1760,, où le lieutenant-colonel de Trivio est blessé.
Lors de la réorganisation des corps d'infanterie français de 1762, les deux bataillons du régiment de Berry sont incorporés dans le régiment d'Aquitaine. Ainsi, ce régiment de Berry disparait pour toujours,.

## Personnalités

### Louis de Biran comte de Goas
Né en août 1721, le comte Louis de Biran de Goas, est lieutenant au régiment du Roi le 26 mai 1738 et lieutenant en second le 24 février 1739.
En 1741, il se trouve à la prise de Prague, et en 1742 à la bataille de Sahay, à la défense de Prague et à la sortie de cette ville.
Le 6 mars 1743, il est nommé colonel du « régiment de Berry » et le commande au siège de Fribourg en 1744.
Le 17 février 1746, il devient colonel du régiment de Bourbonnais avec lequel il se trouve aux sièges de Mons et de Charleroi et à la bataille de Raucoux puis, en novembre 1746, il passe en Italie ou il est employé, jusqu'en mars 1747, à la défense de la Provence. En juin 1747, il se distingue aux prises de Nice, de Villefranche et de Montalban.
Le 22 juin 1747, il obtient, par brevet, le grade de brigadier et est tué, le 19 juillet 1747, à l'attaque des retranchements d'Exilles.